# 11805 Novaković
A 11805 Novaković (ideiglenes jelöléssel 11805 Novakovic) (korábbi nevén 1981 EL13) a Naprendszer kisbolygóövében található aszteroida. Schelte J. Bus fedezte fel 1981. március 1-jén.

## Kapcsolódó szócikk
- Kisbolygók listája (11501–12000)